# Haishu
El Haishu (abanico de mano) es un golpe simple de karate.

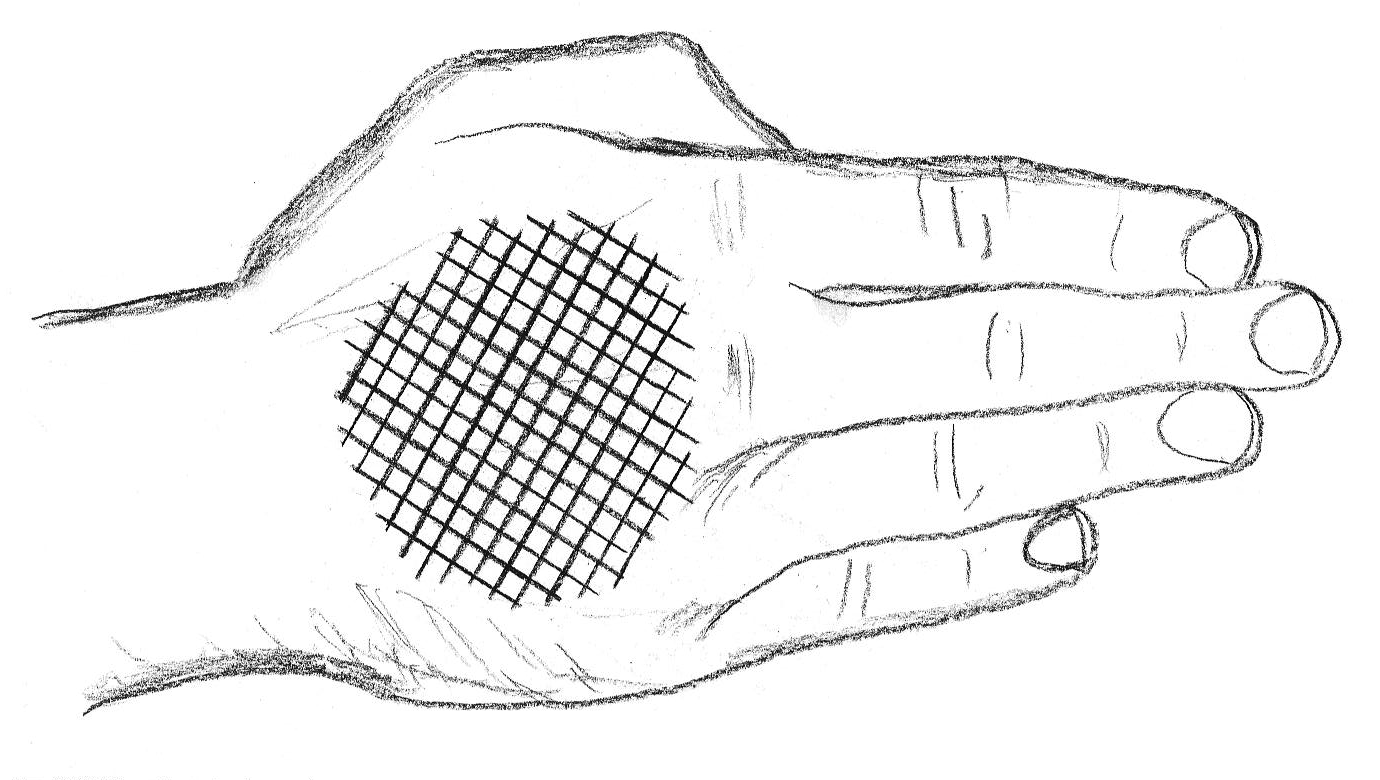

Se golpea con el dorso de la mano totalmente extendida procurando hacer contacto incluso con los dedos la muñeca. La mano debe estar bien firme en el momento del impacto y el golpe debe ser explosivamente percutante a modo de bofetada.
Aunque no es muy dañino, es útil como técnica disuasoria si se aplica contra la cara del adversario. Muchas escuelas lo utilizan también para realizar desvíos laterales con bastante eficacia, preferentemente ante técnicas al cuello o a media altura.